# Margarita Aligher
Margarita Iosifovna Aligher (în rusă: Маргари́та Ио́сифовна Алиге́р) (n. 7 octombrie stil nou/24 septembrie stil vechi  1915 - d. 1 august 1992) a fost poetă, translatoare și jurnalistă rusă.

## Opera
- 1942: Zoia ("Зоя");
- 1945: Victoria ta ("Tвойа пoбeдa");
- 1945: Poveste despre adevăr ("Сказки о правде");
- 1948: Primele semne ("пepвЫe пpiмemи");
- 1966: Întoarcerea în Chile. Două călătorii ("возвpaщeнie в чили. дba пчteшectвia").